# Tenuopus maculatus
Tenuopus maculatus är en tvåvingeart som beskrevs av Octave Parent 1931. Tenuopus maculatus ingår i släktet Tenuopus och familjen styltflugor.
Artens utbredningsområde är Malawi. Inga underarter finns listade i Catalogue of Life.